# Перринг, Джон
Джон Ша Перринг (англ. John Shae Perring, 1813—1869) — британский инженер, антрополог и египтолог, известный своими работами по раскопкам и документированию египетских пирамид. Тем не менее его работы в области египтологии и антропологии малоизвестны.
В 1837 году Перринг и британский археолог Ричард Вайс (Richard Vyse) начали раскопки в Гизе, позже к ним присоединился итальянский египтолог Джиованни Кавилья (Giovanni Caviglia). Чтобы вытащить несколько монументов и пробраться к погребальным камерам пирамиды Менкаура они взрывали стены пирамид, используя взрывчатку. 
Первым исследовал местность некрополя Сахура в Абусире. 
Он был первым кто исследовал интерьер пирамиды Усеркафа в 1839 году в Саккаре, пробравшись через тоннель, сделанный грабителями (позже этот тоннель был открыт Оразио Маурицио в 1831[уточнить]). 
Также Перринг исписал некоторые стены в Розовой пирамиде, эти надписи сохранились до наших дней.
В рамках своей работы Перринг создал несколько карт, планов и сечений пирамид в Абу-Раваше, Гизе, Абусире, Саккаре и Дахшуре.
Результатом работы Перринга был опубликованный им в 1839—1842 гг. трёхтомник «Пирамиды Гизы» (The Pyramids of Gizeh). 

Также, Вайс опубликовал зарисовки Перринга в своём трёхтомнике «Приложение к операциям осуществляемым в пирамидах Гизы в 1837» (Appendix to Operations carried on at the Pyramids of Gizeh in 1837).